# متحف الأزياء

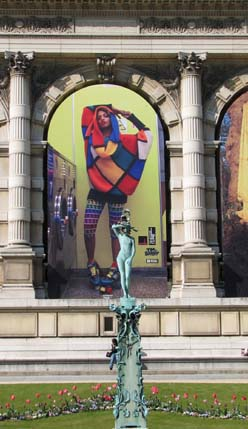

متحف الأزياء هو متحف مخصص لعرض وتقديم مجموعة كبيرة من الأزياء والإكسسوارات أو الملابس. ومن متاحف أزياء حول العالم؛ متحف أزياء شيكاغو، ومتحف الأزياء باث، ومتحف موسي غاليرا في باريس.